# 497 до н. е.

## Події
- Тривало повстання грецьких міст в Іонії проти перського панування. Армія під проводом Дарія I нанесла перші поразки грекам. Втім об'єднаний грецький флот наніс поразку фінікійському флоту персів у битві поблизу Кіпру. Таким чином, Кіпр ще нетривалий час залишився вільним від персів.
- Перша згадка про місто Євпаторія.

## Померли
| рік | Це незавершена стаття про рік. Ви можете допомогти проєкту, виправивши або дописавши її. |